# Marie Avgeropoulos
Marie Avgeropoulos (født 17. juni 1986) er en græsk-canadisk skuespillerinde og model. Hendes gennembrud som skuespiller var rollen Valli Wooley i filmen I Love You, Beth Cooper fra 2009, af instruktør Chris Columbus. Siden da har hun medvirket i flere film- og tv-roller; som Kirstie i Cult, Kim Rhodes i Hunt to Kill og sci-fi-serien The 100 som Octavia Blake.

## Filmografi
| År   | Titel                    | Rolle          | Note(r)       |
| ---- | ------------------------ | -------------- | ------------- |
| 2009 | I Love You, Beth Cooper  | Valli Wooley   |               |
| 2010 | Random Walk              |                | kortfilm      |
| 2010 | Percy Jackson & lyntyven | Aphrodite Girl |               |
| 2010 | Hunt to Kill             | Kim Rhodes     |               |
| 2011 | 50/50                    | Allison        |               |
| 2012 | This Means War           | Ex-girlfriend  | Slettet scene |
| 2015 | Tracers                  | Nikki          |               |
| 2015 | Numb                     | Cheryl         |               |
| 2015 | Isolation                | Nina           |               |
| 2016 | A Remarkable Life        | Chelsea        |               |
| 2016 | Dead Rising: Endgame     | Sandra         |               |

| År        | Titel             | Rolle                   | Note(r)                                   |
| --------- | ----------------- | ----------------------- | ----------------------------------------- |
| 2009      | Supernatural      | Taylor                  | afsnittet "After School Special"          |
| 2009      | Harper's Island   | Stacy DeKnight          | afsnittet "Bang"                          |
| 2009      | The Guard         | Jeanette                | afsnittet "Body Parts"                    |
| 2009      | Sorority Wars     | Missy                   | Tv-film                                   |
| 2010      | Specialtroppen    | Sarah                   | afsnittet "Speed"                         |
| 2010      | Fringe            | Leah                    | 2 afsnit                                  |
| 2010      | Human Target      | Jamie Hartloff          | afsnittet "The Other Side of the Mall"    |
| 2010      | Smoke Screen      | Suzi                    | Tv-film                                   |
| 2011      | Eureka            | Bonnie                  | afsnittet "Reprise"                       |
| 2011      | Hiccups           | Terry                   | afsnittet "Sexual Healing"                |
| 2012      | The Inbetweeners  | Samantha                | 4 afsnit                                  |
| 2012      | Walking the Halls | Amber                   | Tv-film                                   |
| 2012      | Fugitive at 17    | Holly Hamilton          | Tv-film                                   |
| 2013      | Cult              | Kirstie Nelson/Reynolds | 10 afsnit                                 |
| 2013      | 90210             | Cassie McCoy            | afsnittet "The Empire State Strikes Back" |
| 2014–2020 | The 100           | Octavia Blake           | 30 afsnit                                 |